# Achilles Puchała
Achilles (Józef) Puchała OFMConv. (ur. 18 marca 1911 w Kosinie, zm. 19 lipca 1943 we wsi Borowikowszczyzna) – polski franciszkanin konwentualny z klasztoru oo. Franciszkanów z Iwieńca, błogosławiony Kościoła katolickiego.

## Życiorys
W wieku 16 lat został przyjęty do zakonu oo. Franciszkanów. W latach 1932–1937 odbywał studia filozoficzno-teologiczne w Krakowie. Święcenia kapłańskie przyjął w 1936 r. Po studiach został duszpasterzem w klasztorze franciszkanów w Grodnie. Następnie w 1939 roku był drugim wikariuszem w Iwieńcu.
Po wybuchu II Wojny Światowej, został przeniesiony do odległej o 20 km wsi Pierszaje, aby pełnić obowiązki proboszcza w parafii pw. św. Marii Magdaleny. Po antyniemieckim powstaniu w Iwieńcu, w czerwcu 1943 roku miejscowa ludność (ok. 300 osób – w tym uciekinierów z Iwieńca) została aresztowana przez Niemców z zamiarem ich wymordowania. O. Achilles Puchała nie skorzystał z możliwości ucieczki. Wraz z o. Hermanem Stępniem dobrowolnie dołączył do aresztowanych, stwierdzając:
 „Pasterze nie mogą opuścić wiernych!”.
19 lipca 1943 Niemcy pognali mieszkańców Pierszaj do wsi Borowikowszczyzna. Tam franciszkanie zostali okrutnie zamordowani, a ich zwłoki spalono w stodole przez Gestapo. Mieszkańców Pierszaj nie zabito – wysłano ich na roboty przymusowe.
Miejsce kaźni zamordowanych upamiętnione zostało kaplicą-sanktuarium. Szczątki męczenników znajdują się w relikwiarzu w kościele św. Jerzego w Pierszajach.

## Beatyfikacja
Trzydziestotrzyletni zakonnicy–męczennicy wykazali się heroiczną miłością do ludzi, co wyniosło ich na ołtarze 13 czerwca 1999 w grupie 108 polskich męczenników II wojny światowej. Do dziś pod krzyżem upamiętniającym miejsce ich męczeństwa wierni spotykają się na modlitwie.
Papież Jan Paweł II ogłosił Józefa Puchałę błogosławionym w gronie 108 męczenników II wojny światowej 13 czerwca 1999 r. w Warszawie wraz z drugim franciszkaninem – o. Hermanem Stępniem.

## Dzień obchodów
Wspomnienie liturgiczne bł. Achillesa Puchały obchodzone jest w Kościele katolickim w dies natalis (19 lipca) lub 12 czerwca w grupie 108 błogosławionych męczenników.